# Estigmene tripartita
Estigmene tripartita là một loài bướm đêm thuộc phân họ Arctiinae, họ Erebidae.